# Podravka
La Podravka è un'importante società croata di prodotti alimentari, tra le più grande dell'area centrale, orientale e meridionale d'Europa.

## Storia
Nel 1934 i fratelli Marijan e Matija Wolf aprono una fabbrica per la lavorazione della frutta e nel 1947 l'industria assume il nome di Podravka.
Nel 1949 comincia la produzione di marmellate e nel 1952 comincia la produzione anche di carne in scatola, verdura stagionata, sciroppi alla frutta, senape, ketchup e molti altri prodotti alimentari.
Nel 1957 cominciano a essere distribuite anche le minestre Podravka. Nel 1958 inizia la produzione di minestre al pollo e al manzo. Nel 1959 viene lanciata la linea Vegeta, prodotti di condimento esportati in oltre 40 paesi in tutto il mondo e nel 1964 compaiono 10 nuovi tipi di minestra in sacchetto.
Nel 1967 i primi paesi in cui vengono esportati i prodotti Vegeta sono Russia e Ungheria. Nel 1970 comincia la produzione dei prodotti "Čokolino" per bambini, caratteristici per avere come logo un orsetto chiamato Lino. Nello stesso anno comincia anche la produzione di acqua minerale in bottiglia.
Nel 1972, nello stabilimento di Ludbreg, comincia a produrre anche medicinali.
Nel 1973 nel complesso industriale nasce anche la "Danica mesna industrija" d.o.o. (Industria di carni di Danica).
Nel 1974 trasmette in TV "Male tajne velikih majstora kuhinje" (in italiano "I piccoli segreti dei grandi chef della cucina").
Nel 1993, con la caduta della Jugoslavia, la Podravka diventa una società per azioni.
Nel 1997 un investimento di 130 milioni di euro apporta alla Podravka tre nuove industrie e un altro centro amministrativo e informativo.
Nel 1998 l'acqua minerale in bottiglia assume il nome di Studenica e nel 2000 viene aperta una nuova industria per i prodotti Vegeta, nonché esce un'altra acqua, sempre in bottiglia, chiamata Studena.
Nel 2001 la Podravka diventa l'esclusiva società esportatrice dei prodotti Kraš in Ungheria e ottiene la certificazione di qualità ISO 9001:2000.
Nel 2002 acquisisce le società Ital-ice e la ceca Lagris e inizia a distribuire i prodotti Nestlé.
Nel 2003 diventa distributrice dei prodotti della Adire d.d. e nel 2004 riceve il premio "Superbrand Polska" come il miglior prodotto sul mercato della Polonia.
Nel 2005 riceve un premio anche dalla Euromoney come produttrice di prodotti di alta qualità e la Vegeta riceve il Superbrand 2005 in Russia.